# Serrat Curt (Cellers)
El Serrat Curt és un serrat del terme municipal de Castell de Mur, del Pallars Jussà, en l'àmbit del poble de Cellers. Pertanyia a l'antic terme de Guàrdia de Tremp.
És una serra que forma part dels contraforts septentrionals de la Serra del Montsec, en el Montsec d'Ares. Està situada a llevant del Serrat Pedregós, al nord-est de les Feixes del Barranc del Bosc, al sud-oest de les Cases de l'Estació de Cellers.